# Tamarix dubia
Tamarix dubia är en tamariskväxtart som beskrevs av Bge. Tamarix dubia ingår i släktet tamarisker, och familjen tamariskväxter. Inga underarter finns listade.